# Nikola Břečková
Nikola Břečková (* 14. Juli 2001) ist eine tschechische Tennisspielerin.

## Karriere
Břečková begann mit fünf Jahren das Tennisspielen und bevorzugt Hartplätze. Sie spielt bislang vor allem Turniere der ITF Women’s World Tennis Tour, wo sie bislang einen Titel im Einzel und einen im Doppel gewinnen konnte.
2016 erhielt sie mit ihrer Partnerin Anna Sisková eine Wildcard für das Hauptfeld im Damendoppel des ITS Cup, wo die beiden mit einem 6:4 und 6:4-Sieg über Jekaterina Makarowa und Eva Rutarová das Achtelfinale erreichten. Dort scheiterten sie dann aber an der Paarung Magdalena Fręch und Pernilla Mendesová mit 6:77 und 2:6.
2017 erhielt sie mit ihrer Partnerin Diana Šumová abermals eine Wildcard für das Hauptfeld im Damendoppel des ITS Cup. Die beiden scheiterten aber bereits im Erstrundenmatch an Oleksandra Koraschwili und Marija Marfutina mit 3:6 und 2:6.
Auch 2018 erhielt sie zusammen mit ihrer Partnerin Ludmila Kareisová eine Wildcard für das Hauptfeld im Damendoppel des ITS Cup, wo die beiden gegen Pia König und Magdaléna Pantůčková mit 6:3, 1:6 und [3:10] verloren. Auch für das Hauptfeld im Dameneinzel erhielt sie diesmal eine Wildcard, konnte diese aber auch nicht nutzen und verlor gegen die Qualifikantin Anastasia Dețiuc mit 1:6, 6:4 und 2:6.
2021 erhielt sie für das Hauptfeld im Dameneinzel der ITS Cup Olomouc Open eine Wildcard, gewann ihr Erstrundenmatch gegen Anna Sisková, die ebenfalls eine Wildcard erhalten hatte mit 6:3, 3:6 und 6:3, bevor sie dann in der zweiten Runde gegen Paula Ormaechea mit 1:6 und 1:6 verlor.

## Turniersiege

### Einzel
| Nr. | Datum            | Turnier | Kategorie | Belag | Finalgegnerin            | Ergebnis  |
| --- | ---------------- | ------- | --------- | ----- | ------------------------ | --------- |
| 1.  | 27. Oktober 2024 | Bol     | ITF W15   | Sand  | Arina Gabriela Vasilescu | 6:4, 7:64 |

### Doppel
| Nr. | Datum        | Turnier | Kategorie | Belag             | Partnerin        | Finalgegnerinnen           | Ergebnis         |
| --- | ------------ | ------- | --------- | ----------------- | ---------------- | -------------------------- | ---------------- |
| 1.  | 1. März 2025 | Leimen  | ITF W15   | Hartplatz (Halle) | Karolína Vlčková | Stefania Bojica Marie Vogt | 6:4, 0:6, [10:8] |